# Cesare Razzaboni
Cesare Razzaboni (San Felice sul Panaro, 19 maggio 1827 – Bologna, 28 luglio 1893) è stato un ingegnere e politico italiano.
Fu fondatore e direttore della Scuola di applicazione per ingegneri di Bologna e socio nazionale dei Lincei dal 1873, occupandosi di questioni idrauliche e costruzione di grandi canali e bonifiche.

## Biografia

Elogio di Domenico Guglielmini (1868)

Figlio di Antonio e Anna Frigieri, studiò ingegneria teorica presso il convitto matematico di Modena.
Già tenente della guardia nazionale dal governo provvisorio modenese, nel 1849 il Duca di Modena lo nominò insegnante di matematica elementare presso il collegio dei nobili di Modena; nello stesso anno si laureò in matematica presso l'Università di Modena, dove rimase come docente di cosmografia e trigonometria sferica fino al 1851. Dopo tre anni passò all'insegnamento di idraulica sublime, teorica e pratica e dal 1866 meccanica razionale.
Nel 1871 si trasferì all'università di Roma e pochi anni dopo all'università di Bologna, in sostituzione di Eugenio Beltrami.
Deputato al parlamento nella XIII legislatura del Regno d'Italia, venne rieletto più volte anche nelle elezioni seguenti, ma non poté più riottenere il seggio alla Camera dei Deputati a causa dell'incompatibilità della sua professione universitaria.

## Opere
- Elogio di Domenico Guglielmini recitato nella chiesa di S. Carlo il giorno 27 novembre 1860 per la solenne inaugurazione degli studi, Modena, Tipi di Nicola Zanichelli e Soci, 1868.